# Theodora (Händel)
Theodora és un oratori de Georg Friedrich Händel (HWV 68) amb llibret de Thomas Morell, basat en l'obra de Robert Boyle The Matyrdom of Theodora and Didymus publicada el 1687. L'argument fa referència a la història de la màrtir cristiana Teodora, executada a Antioquia durant les persecucions de Dioclecià, i els esforços del soldat romà Didymus per salvar-la mentre es debat entre l'obediència a l'autoritat i les seves conviccions. És també l'únic oratori dramàtic de Händel en anglès sobre un tema cristià.
Händel va compondre l'oratori entre el 28 de juny i el 31 de juliol de 1749 i fou estrenat el 16 de març de 1750 al Covent Garden de Londres, en un concert on també s'estrenà el seu concert per a orgue en sol menor, op. 7 núm. 5 (HWV 310). L'obra tingué poc èxit, es retirà després de tres concerts i només es tornà a representar una altra vegada el 1755. Comparat amb altres oratoris de Händel, que explicaven històries més o menys heroiques de l'Antic Testament, Theodora se centra en una exploració dels sentiments interns i, en darrer terme, de la fe i la seva relació amb el poder civil.
Malgrat que roman com una peça relativament poc coneguda dins l'obra haendeliana, Theodora és considerada una de les seves obres mestres, amb una gran profunditat i una excel·lent caracterització dels personatges i de les emocions. Tot i ser un oratori, les seves escenes tenen una gran força teatral, de forma que es pot considerar gairebé una òpera sense representació. Així i tot, modernament s'ha representat amb considerable èxit, especialment la versió escènica que en feu Peter Sellars per al Festival d'Òpera de Glyndebourne.
Segons el reverend Thomas Morell, llibretista d'alguns oratoris de Haendel, aquest considerava el cor final de l'acte II de Theodora, He saw the lonely youth, la seva obra mestra, per sobre fins i tot de l'Al·leluia del Messies.